# Dwi Kuswanto
Dwi Kuswanto (sinh ngày 16 tháng 8 năm 1985) là một cầu thủ bóng đá người Indonesia hiện tại thi đấu cho Persela Lamongan ở Liga 1.